# Sungwoo
Huyndai Sungwoo Resort (kor. 테스트) – południowokoreański ośrodek narciarski położony w powiecie Pjongczang, w środkowej części prowincji Gangwon. Leży niedaleko od innego koreańskiego ośrodka narciarskiego Yongpyong. Znajduje się tu 21 tras o różnym stopniu zaawansowania oraz snowpark.
W 2009 r. odbywały się tu 8. Mistrzostwa Świata w Snowboardzie. Rozgrywano tu także zawody Pucharu Świata w snowboardzie.